# آلوسینه
آلوسینه (فرانسوی: AlloCiné‎) نام یک شرکت فرانسوی است که اطلاعاتی دربارهٔ سینمای فرانسه ارائه می‌کند.
این شرکت در سال ۱۹۹۳ میلادی بنیان نهاده شد و در آغاز، اطلاعات را به صورت تلفنی در اختیار متقاضیان قرار می‌داد اما در نهایت به یک وبسایت اینترنتی مبدل شد و از سال ۲۰۰۵ میلادی، دربرگیرندهٔ سریال‌های تلویزیونی هم شد.
آلوسینه در سال ۲۰۰۰ میلادی توسط «کانال +» و در سال ۲۰۰۲ توسط «ویوندی اونیورسال» خریداری شد. سپس از سال ۲۰۰۷ تا ۲۰۱۳ در تملک شرکت آمریکایی «تایگر گلوبال» بود و سرانجام از ژوئن ۲۰۱۳ تحتِ مالکیت شرکت هلدینگ «فیمالاک» قرار گرفت.
دفتر مرکزی این شرکت در خیابان شانزلیزه پاریس قرار دارد.